# Malaterra (album)
Malaterra è il sedicesimo album in studio del cantautore italiano Gigi D'Alessio, pubblicato il 16 ottobre 2015.

## Descrizione
Contiene 14 brani, di cui cinque inediti e otto rifacimenti di vecchie canzoni classiche napoletane, molte di Renato Carosone, con il quale canta Io mammeta e tu. Infine l'ultima è la versione strumentale del singolo Malaterra. Molti dei brani presenti nell'album sono stati incisi in collaborazione con svariati artisti musicali, tra cui Anna Tatangelo, Gianni Morandi e i Dear Jack.
Il 29 giugno 2015 esce per il download digitale il primo singolo dell'album, l'omonimo Malaterra, seguito dal secondo singolo, 'O Sarracino. Il 9 ottobre 2015, poco prima dell'uscita dell'album stesso, esce il terzo singolo Guaglione, cantato con Briga, mentre dopo un paio di mesi esce 'A città 'e Pulecenella, in collaborazione con i Dear Jack. Infine il 1º febbraio 2016 esce, in collaborazione con Bianca Atzei, Torna a Surriento.
Gigi D'Alessio ha inoltre realizzato un docufilm dal titolo Malaterra - il docufilm, nel quale parla del problema della terra dei fuochi, che è andato in onda il 14 ottobre 2015 su Rete 4.

## Tracce
1. 'O Sarracino (feat. Michael Thompson) – 3:24 (testo: Nisa – musica: Renato Carosone)
2. Guaglione (feat. Briga) – 3:18 (testo: Nisa – musica: Giuseppe Fanciulli)
3. Vaseme (feat. Valentina Stella) – 4:12 (Gigi D'Alessio)
4. È cosa 'e niente – 3:39 (Gigi D'Alessio)
5. Io mammeta e tu (feat. Renato Carosone) – 3:19 (testo: Riccardo Pazzaglia – musica: Domenico Modugno)
6. 'O core e na femmena (feat. Anna Tatangelo) – 3:45 (Gigi D'Alessio)
7. Si nun tenesse a te – 3:45 (Gigi D'Alessio)
8. 'O surdato 'nnammurato – 3:15 (testo: Aniello Califano – musica: Enrico Cannio)
9. 'A città 'e Pulecenella (feat. Dear Jack) – 3:07 (Claudio Mattone)
10. 'Na sera 'e maggio (feat. Gianni Morandi) – 4:01 (testo: Gigi Pisano – musica: Giuseppe Cioffi)
11. Indifferentemente (feat. Chris Botti) – 3:06 (testo: Umberto Martucci – musica: Salvatore Mazzocco)
12. Torna a Surriento (feat. Bianca Atzei) – 3:00 (testo: Giambattista De Curtis – musica: Ernesto De Curtis)
13. Malaterra – 4:03 (Gigi D'Alessio)
14. Malaterra (Strumentale) – 4:29 (musica: Gigi D'Alessio)

## Formazione
- Gigi D'Alessio – voce
- Roberto D'Aquino – basso
- Nathan East – basso
- Alfredo Golino – batteria
- John Robinson – batteria
- Daniele Bonaviri – chitarra battente
- Adriano Martino – chitarra elettrica, chitarra battente
- Michael Thompson – chitarra elettrica, chitarra battente
- Maurizio Fiordiliso – chitarra elettrica, chitarra battente, bouzouki
- Nunzio Reina – mandolino
- Adriano Pennino – pianoforte, tastiera
- Rafael Padilla – percussioni
- Juan Carlos Albelo – armonica
- Allen Walley – contrabbasso
- George Shelby – sassofono alto
- Joel Peskin – sassofono baritono
- Dan Higgins – sassofono tenore
- Daniele Fornero – tromba
- Mike Stever – tromba, trombone
- Craig Gosnell – trombone basso
- Nick Lane – trombone tenore
- Bob McChesney – trombone tenore

## Classifiche
| Classifica (2015) | Posizione massima |
| ----------------- | ----------------- |
| Belgio (Vallonia) | 102               |
| Italia            | 3                 |
| Svizzera          | 45                |